# Монтевидео
Монтевидѐо (на испански: Montevideo) е столицата на Уругвай. Той е най-големият град в страната и нейното главно пристанище. В града живеят около 1,3 млн. души, което е около 35 – 36% от населението на страната. Намира се на 230 km източно от Буенос Айрес.
Климатът е умерен, със средна годишна температура около 17 °С. Зимите са влажни, облачни и ветровити, а лятото е по-сухо и с по-малко вятър. Разположен е в перфектен залив и разполага с естествено пристанище. Монтевидео е сред градовете с най-добри условия за живот в Латинска Америка и сред 30-те най-сигурни града в света.
Висшето образование в Уругвай е налично единствено в Монтевидео. Републиканският университет е основан през 1849 г.

## История
Монтевидео е основан през 1726 г. от Бруно Маурисио де Сабала, губернатор на Буенос Айрес, който се опитва да противодейства на португалското настъпление от Бразилия. През ранната си история, градът е основно испански гарнизон. Търговията на града се разраства към края на колониалния период, а търговците му играят важна роля за извоюването на уругвайската независимост. В периода 1807 – 1830 г. Монтевидео е последователно окупиран от британски, испански, аржентински, португалски и бразилски сили, а търговията и населението му търпят упадък. Независимостта, обявена през 1830 г., не донася стабилност. Уругвай се превръща в сцена на сложното взаимодействие между местни, аржентински и бразилски влияния, които кулминират в 9-годишна обсада на града от комбинирана аржентинско-уругвайска армия от 1843 до 1851 г. Защитниците на Монтевидео са подпомагани от френски и английски сили, които блокират Буенос Айрес. Противно на очакванията, градът процъфтява под обсадата и се превръща във важно пристанище в района на Ла Плата.

## География
Монтевидео е разположен на северния бряг на Ла Плата – частта от Атлантическия океан, която разделя южното крайбрежие на Уругвай от северното крайбрежие на Аржентина. Буенос Айрес се намира на 230 km западно. Река Санта Лусия образува естествена граница между Монтевидео и департамента Сан Хосе на запад. Северно и източно от града се намира департамента Канелонес. Бреговата линия, представляваща южната граница на града, е осеяна със скални издатини и песъчливи плажове. Заливът на Монтевидео е един от най-големите в Южния конус и е жизненоважен компонент от уругвайската икономика и външна търговия. Множество поточета прекосяват града, преди да се влеят в залива. Бреговата линия близо до устията на реките е силно замърсена.
Средната надморска височина на града е 43 m. Най-високата му точка крепостта Форталеса дел Серо, разположена върху хълм с височина 134 m.

### Климат
Климатът на града е влажен субтропичен. Зимата (юни-септември) е хладна, а лятото (декември-март) е горещо. Гръмотевичните бури са сравнително чести. Валежите са редовни и равномерно разпределени през годината, достигайки около 1000 mm годишно.
И докато през зимата са възможни замразявания и суграшица, снеговалежите са изключително редки – последният такъв е бил на 13 юли 1930 г. по време на първия мач от Световното първенство по футбол. През лятото са възможни топлинни вълни, носени от северните ветрове от горещите части на тропическата вътрешност на континента. Тези топли периоди често са следвани от гръмотевични бури. Средната годишна температура в Монтевидео е 17,1 °C.
| Климатични данни за Монтевидео | Климатични данни за Монтевидео | Климатични данни за Монтевидео | Климатични данни за Монтевидео | Климатични данни за Монтевидео | Климатични данни за Монтевидео | Климатични данни за Монтевидео | Климатични данни за Монтевидео | Климатични данни за Монтевидео | Климатични данни за Монтевидео | Климатични данни за Монтевидео | Климатични данни за Монтевидео | Климатични данни за Монтевидео | Климатични данни за Монтевидео |
| Месеци | яну.                           | фев.                           | март                           | апр.                           | май                            | юни                            | юли                            | авг.                           | сеп.                           | окт.                           | ное.                           | дек.                           | Годишно                        |
| Абсолютни максимални температури (°C) | 42,8                           | 40,3                           | 38,4                           | 36,7                           | 32,0                           | 27,4                           | 29,8                           | 30,8                           | 32,0                           | 35,8                           | 38,2                           | 40,8                           | 42,8                           |
| Средни максимални температури (°C) | 27,7                           | 26,8                           | 25,3                           | 21,7                           | 18,2                           | 15,2                           | 14,5                           | 16,3                           | 17,5                           | 20,8                           | 23,3                           | 26,0                           | 21,1                           |
| Средни температури (°C) | 23,2                           | 22,7                           | 21,3                           | 17,9                           | 14,5                           | 11,7                           | 11,1                           | 12,4                           | 13,7                           | 16,6                           | 19,0                           | 21,5                           | 17,1                           |
| Средни минимални температури (°C) | 18,8                           | 18,7                           | 17,3                           | 14,1                           | 10,9                           | 8,3                            | 7,6                            | 8,5                            | 9,9                            | 12,5                           | 14,7                           | 17,0                           | 13,2                           |
| Абсолютни минимални температури (°C) | 6,0                            | 6,8                            | 3,8                            | 1,3                            | −2                             | −5,6                           | −5                             | −3,8                           | −2,4                           | −1,5                           | 2,5                            | 5,0                            | −5,6                           |
| Средни месечни валежи (mm) | 86,8                           | 101,5                          | 104,6                          | 85,5                           | 89,0                           | 83,1                           | 86,4                           | 88,2                           | 93,9                           | 108,5                          | 89,3                           | 84,4                           | 1101                           |
| Средно количество слънчеви часове | 294.5                          | 234.5                          | 220.1                          | 162.0                          | 161.2                          | 126.0                          | 142.6                          | 164.3                          | 180.0                          | 226.3                          | 249.0                          | 282.1                          | 2442.6                         |
| --- | ------------------------------ | ------------------------------ | ------------------------------ | ------------------------------ | ------------------------------ | ------------------------------ | ------------------------------ | ------------------------------ | ------------------------------ | ------------------------------ | ------------------------------ | ------------------------------ | ------------------------------ |
| Източник: Instituto Nacional de Investigación Agropecuaria, Dirección Nacional de Meteorología (precipitation 1961 – 1990, extremes 1901 – 1994), World Meteorological Organization |                                |                                |                                |                                |                                |                                |                                |                                |                                |                                |                                |                                |                                |

## Население
През 1860 г. населението на Монтевидео наброява 57 913 души. До 1880 г. Населението се увеличава три пъти, а в началото на 20 век надминава 300 000, главно заради нарастващия брой имигранти от Европа. Основната част от населението е от испански и италиански произход.
Според преброяване, извършено през 2004 г., населението на Монтевидео е 1 325 968 души, а цялото население на Уругвай е 3 241 003 души. Броят на жените е 707 697 (53,4%), а на мъжете – 618 271 (46,6%). Раждаемостта е намаляла от 19% през 1996 до 17 % през 2004 г. Според последното преброяване, извършено през 2011 г., населението на Монтевидео е 1 319 108 души.

## Икономика
Бидейки столица на Уругвай, Монтевидео е икономическият и политическият център на страната. Повечето от големите компании имат седалища в града. След 1990-те години градът търпи бърз икономически растеж и модернизация. Пристанището на града е едно от най-големите в Южна Америка и играе огромна роля в столичната икономика. То нараства средно с 14% на година, поради увеличението на външната търговия.
Банковото дело по традиция е един от най-силните сектори в Уругвай. Поради тази причина, държавата понякога е наричана „Швейцария на Америка“, макар стабилността ѝ в 21 век да е застрашена от колебанията на глобалния икономически климат. Покрай банките са се развили и секторите на недвижимото имущество и финансовите услуги.
Изнасят се главно вълна, месо и кожи. Градът разполага с фабрики за производство на текстили, обувки, сапун, кибрит. Произвеждат се също вино и млечни продукти. Развити са и нефтопреработвателната и циментовата промишлености.

## Транспорт
Градският транспорт се осигурява от автобусна мрежа, покриваща целия град. Има и международна автогара. Държавните железници разполагат с четири железопътни линии, които свързват Монтевидео с останалите части на страната. Историческата жп гара от 19 век Хенерал Артигас е изоставена на 1 март 2003 г. и остава затворена до ден днешен.
Международно летище Караско, което обслужва Монтевидео, се намира на 19 km североизточно от центъра на града. През него минават над 1 500 000 пътници годишно.

## Спорт
Монтевидео е домакин на Първото световно първенство по футбол през 1930 г. Там са се играли всички мачове, а първенството завършва с победата на Уругвай над Аржентина с 4:2 (1:2).
В града също играят два от най-авторитетните отбори на Южна Америка – Пенярол и Насионал. Тук се намира и един от най-известните стадиони в света – „Сентенарио“ – с капацитет 76 609 места. Открит е на 18 юли 1930 г. и името му е посветено на стогодишнината от приемането на първата конституция на страната.

## Архитектура
Градът разполага с богата архитектура и разнообразие от стилове – от неокласицизъм до постмодернизъм. Едно от най-интересните здания, което се е превърнало и в негов символ е Паласио Салво. Със своите 97 m и 27 етажа, както и неповторимият силует, виждащ се още от пристанището, сградата дълго време е била най-високата в Латинска Америка и повод за много завист. В Буенос Айрес е построена сграда-близнак на Паласио Салво, макар и по-ниска.
Най-високата сграда в Монтевидео, а и в цял Уругвай, е небостъргачът „Torre de ANTEL“ или „Torre de las Telecomunicaciones“. Висок е 157,6 m и е седалище на телекомуникационната компания ANTEL. Завършена е през 2002 г. по проект на уругвайския архитект Карлос От.

## Известни личности
Родени в Монтевидео
- Рафаел Барадас (1890 – 1929), художник
- Фабиан Естоянов (р. 1982), футболист
- Хорхе Лазаров (1950 – 1989), музикант
- Лотреамон (1846 – 1870), френски поет
- Хосе Насаси (1901 – 1968), футболист
- Карлос От (р. 1946), архитект
- Диего Форлан (р. 1979), футболист

Починали в Монтевидео
- Рафаел Барадас (1890 – 1929), художник
- Хосе Насаси (1901 – 1968), футболист

## Побратимени градове
- Барселона, Испания от 1985 г.
- Берлин, Германия
- Богота, Колумбия
- Буенос Айрес, Аржентина
- Кадис, Испания
- Кордоба, Аржентина
- Куритиба, Бразилия
- Порто Алегре, Бразилия
- Ла Плата, Аржентина
- Мадрид, Испания
- Мелиля, Испания
- Монтевидео, САЩ
- Кингдао, Китай
- Квебек, Канада
- Росарио, Аржентина
- Санкт Петербург, Русия
- Тиендзин, Китай
- Уелингтън, Нова Зеландия

## Други
На Монтевидео е наречен булевард в София (Карта).

## Галерия
- Улица в стария град на Монтевидео.
- Поситос е най-населеният столичен квартал.
- Законодателната палата.
- Световен търговски център Монтевидео, построен през 1998 г.
- Площадът на конституцията.
- Естадио Сентенарио.
- Плаж в Монтевидео.
- Бившата централна жп гара на града Хенерал Артигас.
- Международно летище Караско.